# Gtkmm
gtkmm (někdy také gtk--) je GTK+ pro C++. Je to svobodný software pod licencí GNU Lesser General Public License.

## Hello World
```
//HelloWorldWindow.h

#ifndef HELLOWORLDWINDOW_H

#define HELLOWORLDWINDOW_H

#include
 
<gtkmm/window.h>

#include
 
<gtkmm/button.h>

// Derive a new window widget from an existing one.

// This window will only contain a button labelled "Hello World"

class
 
HelloWorldWindow
 
:
 
public
 
Gtk
::
Window

{

  
public
:

    
HelloWorldWindow
();

  
protected
:

    
void
 
on_button_clicked
();
 
//event handler

    
Gtk
::
Button
 
hello_world
;

};

#endif

```

```
//HelloWorldWindow.cc

#include
 
<iostream>

#include
 
"HelloWorldWindow.h"

HelloWorldWindow
::
HelloWorldWindow
()

 
:
 
hello_world
(
"Hello World"
)

{

    
// Set the title of the window.

    
set_title
(
"Hello World"
);

    
// Add the member button to the window,

    
add
(
hello_world
);

    
// Handle the 'click' event.

    
hello_world
.
signal_clicked
().
connect
(

        
sigc
::
mem_fun
(
*
this
,
 
&
HelloWorldWindow
::
on_button_clicked
));

    
// Display all the child widgets of the window.

    
show_all_children
();

}

void
 
HelloWorldWindow
::
on_button_clicked
()

{

    
std
::
cout
 
<<
 
"Hello world"
 
<<
 
std
::
endl
;

}

```

```
//main.cc

#include
 
<gtkmm/main.h>

#include
 
"HelloWorldWindow.h"

int
 
main
(
int
 
argc
,
 
char
 
*
argv
[])

{

    
// Initialization

    
Gtk
::
Main
 
kit
(
argc
,
 
argv
);

    
// Create a hello world window object

    
HelloWorldWindow
 
example
;

    
// gtkmm main loop

    
Gtk
::
Main
::
run
(
example
);

    
return
 
0
;

}

```

```
$ 
g++
 
-std
=
c++11
 
*.cc
 
-o
 
example
 
`
pkg-config
 
gtkmm-3.0
 
--cflags
 
--libs
`

$ 
./example

```

## Aplikace, které gtkmm používají
- Inkscape - vektorový grafický editor
- K-3D
- Workrave
- GParted - správce diskových oddílů
- Gobby
- Nemiver
- Referencer
- MySQL
- Ardour
- Gnote
- VMware Workstation a VMware Player - pouze verze pro Linux